# INFICON
INFICON（Instruments For Intelligent Control），中譯英福康，是總部位於瑞士巴特拉加茨的一家專門研發、製造及供應半導體和真空鍍膜產業的儀器、偵測器與控制軟件公司。在制冷、空調、汽車產業也提供專業的氣體洩漏鑑測儀器，用於鑑定及分析有毒化學物品。
英福康在歐洲、美國和中國設有製造工廠。英福康子公司遍佈於中國、芬蘭、法國、德國、印度、意大利、日本、韓國、列支敦士登、新加坡、瑞典、瑞士、台灣、英國和美國。

## 發展歷程
英福康由一群來自於雪城大學和通用電氣的科學家及工程師創立於美國紐約州雪城，並在1969年12月發明了鹵素檢漏儀。
1976年1月，INFICON（英福康）被真空技術公司 Leybold-Heraeus GmbH 收購。之後INFICON（英福康）被稱為Inficon Leybold-Heraeus。
1987年，INFICON（英福康）的母公司Leybold-Heraeus GmbH 被 DeGussa AG 收購，其名稱改為 Leybold AG。此時，Inficon Leybold-Heraeus 也改名為 Leybold Inficon，Inc。
1993年Balzers AG的母公司Oerlikon-BührleHoldingAG（OBH）與DeGussa AG達成協議，收購Leybold AG。1994年由於此次的併購，Balzers和Leybold Holding AG成為全球最大的真空和表面技術公司。
之後位於雪城的Leybold Inficon公司和列支敦士登的Balzers儀器公司與德國兩家Leybold儀器公司組成為Balzers和Leybold Instrumentation（BLI）兩家公司。

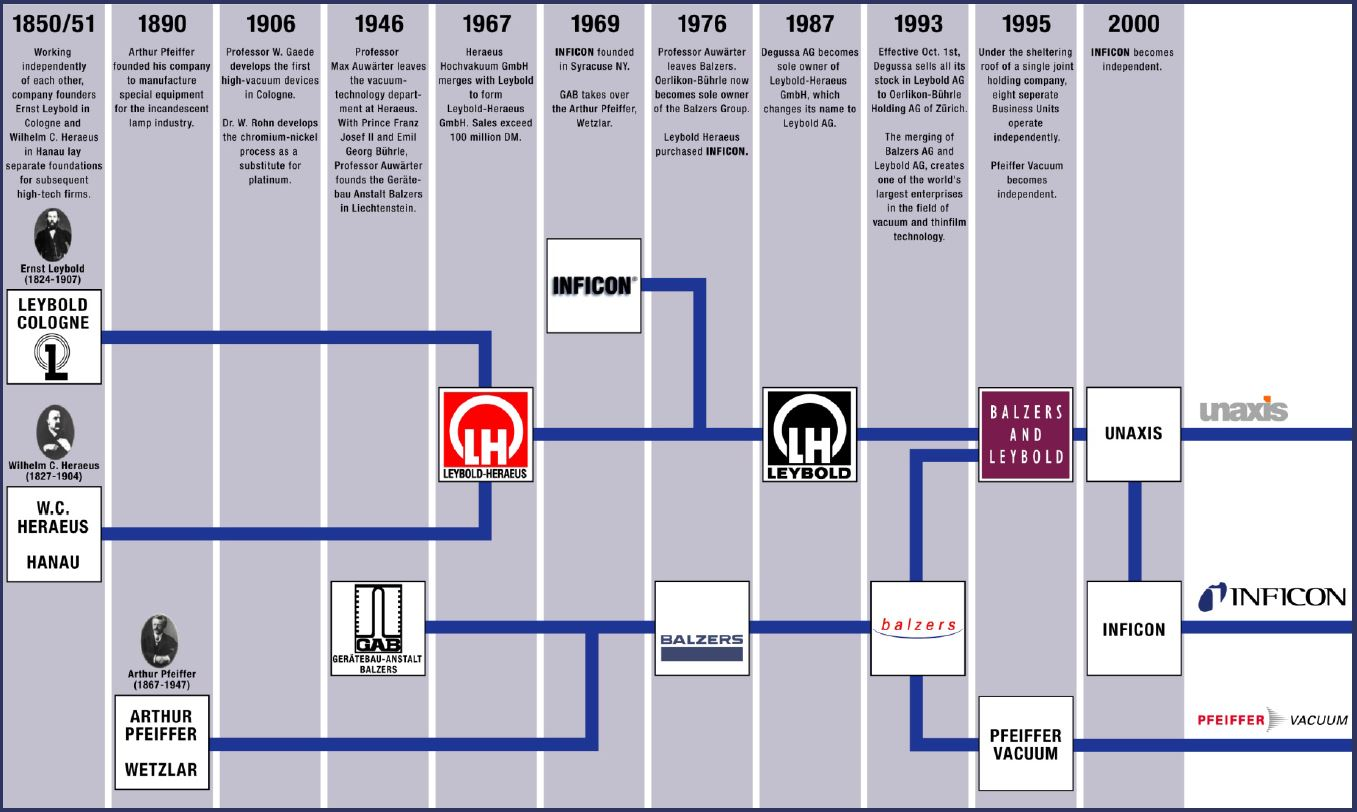
英福康歷史

## 收購
- 2006年2月，收購Electro Dynamics Crystal Corp.，併開始作為子公司運營，名稱改為INFICON EDC, Inc。
- 2007年5月，收購了Maxtek Inc.
- 2007年12月，英福康收購了Sigma Instruments Inc.
- 2016年2月，美國的InstruTech Inc.被INFICON收購。